# Wielkoszczur górski
Wielkoszczur górski (Cricetomys kivuensis) – gatunek ssaka z podrodziny wielkoszczurów (Cricetomyinae) w obrębie rodziny malgaszomyszowatych (Nesomyidae), występujący w Afryce Środkowej.

## Zasięg występowania
Wielkoszczur górski występuje w Wielkim Rowie Zachodnim we wschodniej Demokratycznej Republice Konga, południowo-zachodniej Ugandzie, zachodniej Rwandzie i północnym Burundi.

## Taksonomia
Gatunek po raz pierwszy zgodnie z zasadami nazewnictwa binominalnego opisał w 1917 roku szwedzki zoolog Einar Lönnberg nadając mu nazwę Cricetomys kivuensis. Holotyp pochodził z Masisi, w Demokratycznej Republice Konga. 
Status taksonomiczny gatunku nie jest pewny, część autorów traktuje go jako formę wielkoszczura leśnego (Cricetomys emini). Odrębność tego gatunku została ostatnio zakwestionowana na gruncie analiz molekularnych i morfologicznych; może nie reprezentować odrębnego gatunku. Konieczne są dalsze badania w celu rozwiązania taksonomii tego rodzaju. Autorzy Illustrated Checklist of the Mammals of the World uznają ten takson za gatunek monotypowy.

### Etymologia
- Cricetomys: rodzaj Cricetus Leske, 1779 (chomik); gr. μυς mus, μυος muos „mysz”[8].
- kivuensis: wulkany Kiwu, Kiwu Północne, Demokratyczna Republika Konga[9].

## Morfologia
Długość ciała (bez ogona) średnio 320 mm, długość ogona średnio 340 mm, długość ucha średnio 45 mm, długość tylnej stopy średnio 69 mm; brak szczegółowych danych dotyczących masy ciała. Wielkoszczury górskie są większe od typowych wielkoszczurów leśnych, o czaszce tak masywnej jak u największego gatunku, wielkoszczura południowego (Cricetomys ansorgei). Grzbiet jest ciemnoszary, nie jasnobrązowy jak u typowych wielkoszczurów leśnych, a spód ciała szarobiały, słabo oddzielony kolorystycznie od wierzchu (u wielkoszczurów leśnych granica jest wyraźna). Sierść jest dość długa, miękka i gęsta, co także odróżnia je od pokrewnego gatunku.